# Dysschema lucifer
Dysschema lucifer là một loài bướm đêm thuộc phân họ Arctiinae, họ Erebidae.